# Manche-Atlantique
La Manche-Atlantique  fue una carrera ciclista amateur francesa disputada en Bretagne y creada en 1972. Su última edición fue en 2011. 

## Palmarés
| Año  | Ganador               | Segundo              | Tercero                |
| ---- | --------------------- | -------------------- | ---------------------- |
| 1972 | Alain Nogues          | Lucien Tarsiguel     | Maurice Le Guilloux    |
| 1973 | Jean-Michel Richeux   | Gérard Béon          | Gilles Paire           |
| 1974 | André Chalmel         | Jean-Michel Richeux  | Guy Patissier          |
| 1975 | Lionel Canevet        | Alain Huby           | Daniel Bihannic        |
| 1976 | Jean-Paul Maho        | Jean-René Bernaudeau | Patrick Guay           |
| 1977 | Jean-Paul Maho        | Michel Le Sourd      | Claude Buchon          |
| 1978 | Michel Le Sourd       | Alain Nogues         | Jean-Luc Coupé         |
| 1979 | Francis Castaing      | Marc Madiot          | Pierre-Henri Menthéour |
| 1980 | Didier Le Saux        | Philippe Leleu       | Serge Beucherie        |
| 1981 | François Quéré        | Alain Rocaboy        | Daniel Leveau          |
| 1982 | Serge Coquelin        | Stéphane Guay        | Gary Dowdell           |
| 1983 | Yvon Madiot           | Mario Verardo        | Dominique Le Bon       |
| 1984 | Hubert Graignic       | Thierry Marie        | Bertrand Fialip        |
| 1985 | Serge Coquelin        | Yvon Bernard         | Paul Quentel           |
| 1986 | Dominique Le Bon      | Frédéric Gallerne    | Philippe Tranvaux      |
| 1987 | Thierry Barrault      | Jean-Louis Conan     | Richard Vivien         |
| 1988 | Christian Levavasseur | Didier Lehuitouze    | Jean-Jacques Lamour    |
| 1989 | Jacky Durand          | Yvon Ledanois        | Roger Tréhin           |
| 1990 | Bruno Maréchal        | Emmanuel Hubert      | Czeslaw Rajch          |
| 1991 | Stéphane Heulot       | Roger Tréhin         | Pascal Le Tannou       |
| 1992 | Olivier Ouvrard       | Denis Leproux        | Emmanuel Hubert        |
| 1993 | Emmanuel Hubert       | Claude Lamour        | Rémy Quinton           |
| 1994 | Emmanuel Hubert       | Rodolphe Henry       | Philippe Bresset       |
| 1995 | Carlo Meneghetti      | Christophe Agnolutto | Michel Lallouët        |
| 1996 | Stéphane Barthe       | François Arnaud      | Laurent Drouin         |
| 1997 | Olivier Potiron       | Stéphane Bellicaud   | Arnaud Auguste         |
| 1998 | Stéphane Corlay       | Mickaël Hacques      | Loïc Lamouller         |
| 1999 | Franck Renier         | Stéphane Conan       | Frédéric Mainguenaud   |
| 2000 | Frédéric Delalande    | Marc Vanacker        | Stéphane Cougé         |
| 2001 | Lilian Jégou          | Samuel Gicquel       | Stéphane Conan         |
| 2002 | Christophe Thébault   | Guillaume Judas      | Benoît Legrix          |
| 2003 | Salva Vilchez         | Dominique Rault      | Christophe Guillome    |
| 2004 | Cyrille Monnerais     | Frédéric Lecrosnier  | Frédéric Delalande     |
| 2005 | Carl Naibo            | Noan Lelarge         | Yann Pivois            |
| 2006 | Cédric Hervé          | Alexandre Naulleau   | Stéphane Pétilleau     |
| 2007 | Sébastien Duret       | David Le Lay         | Stéphane Pétilleau     |
| 2008 | David Le Lay          | Sébastien Duret      | Guillaume Blot         |
| 2009 | Fabrice Jeandesboz    | Laurent Mangel       | Julien Simon           |
| 2010 | Julien Foisnet        | Nicolas David        | Edouard Louyest        |
| 2011 | Julien Foisnet        | Erwan Teguel         | Guillaume Mallé        |
| 2012 | Yann Guyot            | Romain Combaud       | Bryan Nauleau          |
| 2013 | Jérémy Cornu          | Julien Guay          | Bryan Nauleau          |
| 2014 | Fabrice Seigneur      | Fabien Grellier      | Romain Combaud         |
| 2015 | Fabien Grellier       | Erwann Corbel        | Cyrille Patoux         |

## Palmarés por países
| País    | Victorias |
| ------- | --------- |
| Francia | 44        |